# رودولف دبليو. ارتشر
رودولف دبليو. ارتشر (بالإنجليزية: Rudolph W. Archer)‏ هو سياسي أمريكي، ولد في 20 سبتمبر 1869 ببلايري في الولايات المتحدة، وتوفي بنفس المكان في 14 يناير 1932. حزبياً، نشط في الحزب الجمهوري. وقد انتخب أمين صندوق الدولة ‏.